# Vert-Saint-Denis
Vert-Saint-Denis és un municipi francès, situat al departament de Sena i Marne i a la regió de Illa de França. L'any 2007 tenia 7.081 habitants.
Forma part del cantó de Savigny-le-Temple, del districte de Melun i de la Comunitat d'aglomeració Grand Paris Sud Seine-Essonne-Sénart.

## Demografia

### Població
El 2007 la població de fet de Vert-Saint-Denis era de 7.081 persones. Hi havia 2.448 famílies, de les quals 412 eren unipersonals (136 homes vivint sols i 276 dones vivint soles), 692 parelles sense fills, 1.096 parelles amb fills i 248 famílies monoparentals amb fills.
La població ha evolucionat segons el següent gràfic:
Habitants censats

### Habitatges
El 2007 hi havia 2.565 habitatges, 2.500 eren l'habitatge principal de la família, 4 eren segones residències i 61 estaven desocupats. 2.402 eren cases i 151 eren apartaments. Dels 2.500 habitatges principals, 2.107 estaven ocupats pels seus propietaris, 347 estaven llogats i ocupats pels llogaters i 46 estaven cedits a títol gratuït; 21 tenien una cambra, 72 en tenien dues, 233 en tenien tres, 813 en tenien quatre i 1.361 en tenien cinc o més. 2.181 habitatges disposaven pel capbaix d'una plaça de pàrquing. A 1.052 habitatges hi havia un automòbil i a 1.307 n'hi havia dos o més.

### Piràmide de població
La piràmide de població per edats i sexe el 2009 era:
| Homes | Edats   | Dones |
| ----- | ------- | ----- |
| 0     | 95 o +  | 0     |
| 0     | 90 a 94 | 0     |
| 8     | 85 a 89 | 16    |
| 16    | 80 a 84 | 24    |
| 72    | 75 a 79 | 68    |
| 100   | 70 a 74 | 120   |
| 140   | 65 a 69 | 160   |
| 128   | 60 a 64 | 152   |
| 168   | 55 a 59 | 164   |
| 300   | 50 a 54 | 296   |
| 324   | 45 a 49 | 332   |
| 284   | 40 a 44 | 300   |
| 260   | 35 a 39 | 328   |
| 236   | 30 a 34 | 248   |
| 164   | 25 a 29 | 200   |
| 309   | 20 a 24 | 209   |
| 352   | 15 a 19 | 372   |
| 396   | 10 a 14 | 288   |
| 268   | 5 a 9   | 248   |
| 200   | 0 a 4   | 172   |

## Economia
El 2007 la població en edat de treballar era de 4.758 persones, 3.548 eren actives i 1.210 eren inactives. De les 3.548 persones actives 3.286 estaven ocupades (1.690 homes i 1.596 dones) i 262 estaven aturades (129 homes i 133 dones). De les 1.210 persones inactives 370 estaven jubilades, 583 estaven estudiant i 257 estaven classificades com a «altres inactius».

### Ingressos
El 2009 a Vert-Saint-Denis hi havia 2.503 unitats fiscals que integraven 7.143 persones, la mediana anual d'ingressos fiscals per persona era de 23.127 €.

### Activitats econòmiques
Dels 302 establiments que hi havia el 2007, 1 era d'una empresa extractiva, 2 d'empreses alimentàries, 1 d'una empresa de fabricació de material elèctric, 8 d'empreses de fabricació d'altres productes industrials, 37 d'empreses de construcció, 95 d'empreses de comerç i reparació d'automòbils, 15 d'empreses de transport, 16 d'empreses d'hostatgeria i restauració, 6 d'empreses d'informació i comunicació, 17 d'empreses financeres, 17 d'empreses immobiliàries, 42 d'empreses de serveis, 32 d'entitats de l'administració pública i 13 d'empreses classificades com a «altres activitats de serveis».
Dels 82 establiments de servei als particulars que hi havia el 2009, 1 era una oficina de correu, 2 oficines bancàries, 23 tallers de reparació d'automòbils i de material agrícola, 2 tallers d'inspecció tècnica de vehicles, 1 autoescola, 6 paletes, 4 guixaires pintors, 5 fusteries, 4 lampisteries, 7 electricistes, 3 empreses de construcció, 3 perruqueries, 1 veterinari, 9 restaurants, 10 agències immobiliàries i 1 saló de bellesa.
Dels 23 establiments comercials que hi havia el 2009, 1 era un hipermercat, 2 grans superfícies de material de bricolatge, 1 una gran superfície de material de bricolatge, 1 una botiga de més de 120 m², 2 fleques, 3 carnisseries, 2 llibreries, 1 una llibreria, 1 una botiga de roba, 1 una botiga d'equipament de la llar, 5 botigues de mobles, 1 una botiga de material de revestiment de parets i terra i 2 floristeries.
L'any 2000 a Vert-Saint-Denis hi havia 9 explotacions agrícoles que ocupaven un total de 810 hectàrees.

## Equipaments sanitaris i escolars
Els 3 equipaments sanitaris que hi havia el 2009 eren farmàcies.
El 2009 hi havia 4 escoles maternals i 4 escoles elementals. Vert-Saint-Denis disposava d'un col·legi d'educació secundària amb 596 alumnes.

## Poblacions més properes
El següent diagrama mostra les poblacions més properes.